# Festival international Jean-Rouch
Le Festival international Jean-Rouch (Bilan du film ethnographique de 1982 à 2007) est un festival de cinéma international créé par le cinéaste et ethnographe Jean Rouch. Il se tient chaque année à Paris, principalement au musée du Quai Branly - Jacques Chirac et au musée de l'Homme, et présente des films inscrits dans le champ des sciences sociales, qui contiennent une dimension ethnographique importante. Il a lieu durant une dizaine de jours, généralement lors de la première quinzaine du mois de mai (bien que le festival se prolonge le restant de l'année à travers divers événements dont des projections hors-les-murs).
Jean Rouch, père de l'anthropologie visuelle, souhaitait que le festival soit pleinement dédié aux films ethnographiques et soit complémentaire du Cinéma du réel qui s'orientait « de plus en plus vers le cinéma documentaire ».
Il est organisé chaque année par le Comité du film ethnographique et est l’une des plus importantes manifestations européennes de cinéma documentaire en sciences humaines et sociales.

## Histoire

### Genèse du Bilan du film ethnographique
L'existence du festival s'inspire notamment du premier Congrès du film ethnographique, organisé en 1947 par André Leroi-Gourhan, dans la salle de cinéma du musée de l'Homme. Ce fut la « première confrontation des films ethnographiques » qui donna l'idée à Jean Rouch de poursuivre cette œuvre.
Le 23 décembre 1952 naît le Comité du film ethnographique (CFE) à la suite d'une réunion entre de nombreux anthropologues et cinéastes (parmi lesquels Marc Allégret, Roger Caillois, Germaine Dieterlen, Marcel Griaule, André Leroi-Gourhan, Claude Lévi-Strauss, Edgar Morin et Jean Rouch). Ce comité signe « le début de l’ère véritable du cinéma ethnographique » selon Rouch.
C'est dans cette dynamique qu'est crée, en 1979, le Cinéma du réel, festival international de films ethnographiques et sociologiques - qui, aujourd'hui, a uniquement pour nom Cinéma du Réel - dont le but est de présenter des films ethnographiques et documentaires.
Au bout de trois années, Jean Rouch critique l'approche choisie par Marie-Christine de Navacelle, alors déléguée générale du festival, qui donnerait trop d'importance aux films documentaires en délaissant les films ethnographiques,.

### Les années du Bilan du film ethnographique

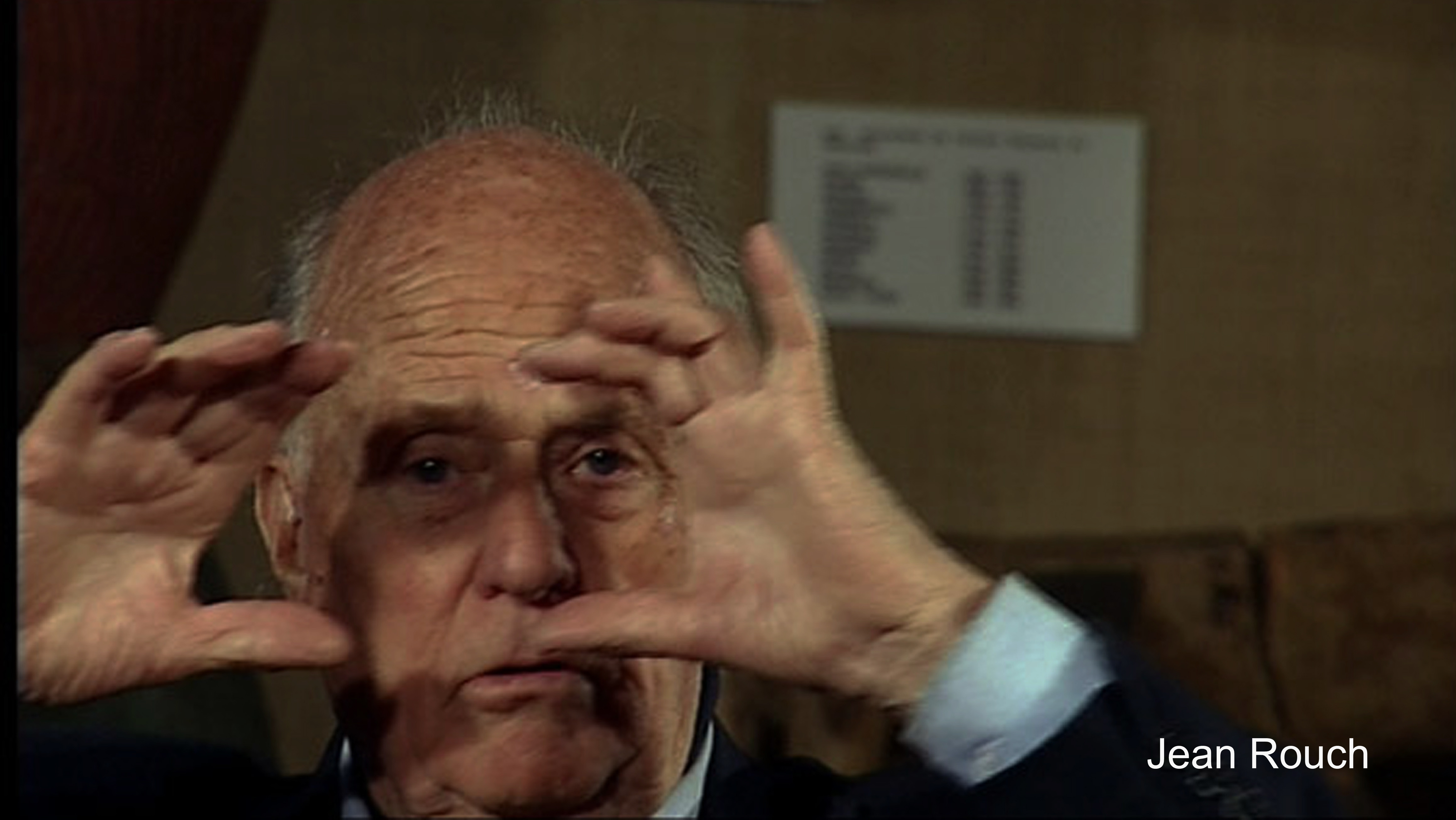
Jean Rouch, réalisateur et ethnologue français, dans Paroles de Ricardo Costa

Le 8 mars 1982, avec l'aide du Comité du film ethnographique et du CNRS, Jean Rouch ouvre, dans la salle de cinéma du musée de l'Homme, la première édition du Bilan du film ethnographique.
En 1983, il justifie l'existence de ce nouveau festival dans le programme de la deuxième édition : « Le cinéma ethnographique est devenu adulte dans le monde entier sous le nom d’Anthropologie Visuelle. Il nous a semblé important de célébrer ce “rituel de passage à l’âge d’homme” au cours d’un Bilan annuel du film ethnographique ».
Le festival gagne peu à peu en notoriété et reçoit le soutien de plusieurs instances institutionnelles comme c'est le cas du ministère de la Culture et de la Communication qui apporte en 1987 son appui, par la création du Prix Mario Ruspoli, doté par la Direction du livre et de la lecture.
Jean Rouch meurt en 2004, après 22 années à la tête du festival.

### Le Festival international Jean-Rouch
En 2008, sous la présidence de Marc Henri Piault, le festival change de nom et devient le Festival international Jean-Rouch, rendant ainsi hommage à son créateur.
Depuis 2017, un partenariat entre le service pénitentiaire d'insertion et de probation de l'Essonne, l'association Ethnoart et la maison d'arrêt de Fleury-Mérogis donne lieu à un prix spécial nommé « Fleury Doc ». Une dizaine de détenus visionnent les films et décernent ce prix lors de la soirée de clôture.
La même année, le festival rend hommage au centenaire de la naissance de Jean Rouch à travers l'événement « Jean Rouch et les approximations successives »
En raison de la pandémie de Covid-19, la 39ème édition s'est déroulée du 13 novembre au 6 décembre 2020 en ligne,. 12 500 spectateurs visionnent alors les films sélectionnés, ce qui fait de cette édition la plus importante depuis sa création.
En 2021, le festival quitte le musée de l'Homme pour se dérouler au musée du quai Branly - Jacques Chirac.

## Organisation
Le festival projette, chaque année, environ 70 films documentaires. Depuis sa création, il en a diffusé plus de 2 000.

### Sélection des films en compétition internationale
À chaque édition, le festival propose en compétition internationale environ 30 films, parmi les centaines qui lui sont soumis (2 000 pour l'édition de 2022), issus de la production des deux dernières années.
Un comité de programmation est alors chargé de sélectionner les films « qui révèlent une démarche cinématographique exigeante et portent un regard singulier sur le monde contemporain » et attache une attention particulière à ceux « qui évoquent les relations des humains au monde vivant, aux pratiques musicales et au patrimoine immatériel ».

### Jury
En 2025, huit jurys sont nommés pour décerner les différents prix du festival : 
- Jury International
- Jury du Prix Gaïa
- Jury des Laboratoires de recherche
- Jury de l’Institut Convergences Migrations
- Jury de l’Inalco
- Jury Tënk
- Jury du Prix des Étudiant.e.s
- Jury Doc en Détention

### Prix décernés
À ce jour, dix prix sont décernés aux films sélectionnés dans les trois sections compétitives du Festival (Compétition internationale, Cap sur l’environnement et Prises de parole) : 
- Grand Prix Nanook - Jean Rouch
- Prix Gaïa
- Prix du Patrimoine Vivant
- Prix du Premier Film
- Prix des Laboratoires de Recherche
- Prix Convergences Migrations
- Prix Mondes en regards
- Prix Tënk
- Prix des Étudiant.e.s
- Prix Doc en Détention

D'autres prix ont été décernés à l'occasion du Bilan du film ethnographique comme le prix Kodak, le Prix du Patrimoine, le Prix Planète-Cable ou encore le Prix du court métrage - Canal +.
Afin de rendre hommage à leurs travaux, plusieurs anciens prix ont porté le nom d'anthropologues (Prix Leroi-Gourhan, Prix Jeanne Gueronnet) ou de réalisateurs (Prix Mario Ruspoli, Prix Enrico Fulchignoni).

### Autres événements
Outre la compétition internationale, des master-class, ateliers et rétrospectives, le Festival international Jean Rouch organise en partenariat et en collaboration avec l’Inalco des Regards comparés.
Pendant l’année, des Hors les murs en France et à l’étranger permettent de faire découvrir au plus grand nombre les films du festival comme ce fut le cas au Musée des Confluences en 2018, à la Maison interuniversitaire des sciences de l'homme de Strasbourg en 2019 ou encore au Mucem en 2022.

### Partenariats
Le festival dispose de nombreux partenariats. Ces derniers permettent au festival de se produire dans divers lieux parmi lesquels le musée du Quai Branly - Jacques Chirac, le musée de l'Homme, la Maison des Sciences de l'Homme Paris-Nord, l'Inalco ou encore l'EHESS. D'autres partenariats permettent aussi au festival de remettre des prix et des dotations comme c'est le cas du ministère de la culture, du Centre national de la recherche scientifique, de l'Institut de recherche pour le développement, de l'Inalco, de la société française d'ethnomusicologie, de la Direction générale des Patrimoines et de l'Architecture ou encore de la maison d’arrêt de Fleury-Mérogis.
De 1988 à 1999, Canal+, partenaire du Bilan du film ethnographique, a remis un prix en son nom qui implique l'achat et la diffusion de l'œuvre primée.

## Palmarès

### Édition 1983[25]
| Prix                           | Attribué à | Pays                                    |
| ------------------------------ | --- | --------------------------------------- |
| Grand Prix Nanook - Jean Rouch | Sadati Aissawa ou confessions des possédés de Abdou Achouba (en) | Maroc                                   |
| Prix Kodak - Première oeuvre   | L'ecuelle de Idrissa Ouedraogo | Haute-Volta                             |
| Prix du Patrimoine             | Le pays d'en-dessous de Michel Blondel et Patrick Prado | France                                  |
| Mentions spéciales             | Hermeto Campeao de Thomas Farkas \| The Tragada Bhavai a rural theather troup of Gujarai de Roger Sandal et Jayasinhji Jhala \| Visites Cajuns de Carrie et Yasha Aginsky | Brésil \| Australie, Inde \| États-Unis |

### Édition 1984[25]
| Prix                           | Attribué à                                                                                   | Pays             |
| ------------------------------ | -------------------------------------------------------------------------------------------- | ---------------- |
| Grand Prix Nanook - Jean Rouch | The Txukarramae of the Amazon de Yoshikumi Takahashi \| Caractères chinois de Alain Fournier | Japon \| France  |
| Prix Kodak - Première oeuvre   | La boucane de Jean Gaumy \| Des feuilles aux cauris de Jeanne Bisilliat et Bernard Nantet    | France \| France |
| Prix du Patrimoine             | Je suis né dans la truffe de Jean Arlaud                                                     | France           |
| Mention spéciale               | Solo pou cor anglais de Georgui Balabanov                                                    | Bulgarie         |

### Édition 1985[25]
| Prix                                                                     | Attribué à | Pays                |
| ------------------------------------------------------------------------ | --- | ------------------- |
| Grand Prix Nanook - Jean Rouch                                           | Der herr der Ziegen (Sacrifice et divination en Hamar) de Ivo Strecker \| Les cousins d'Amérique de Philippe Costantini | Allemagne \| France |
| Prix Kodak - Première oeuvre                                             | Dernier état de Daniele Incalcatera \| Ingo muthesius de Gabor Szepesi                                                  | Italie \| Venezuela |
| Prix de la Mission du Patrimoine Ethnologique                            | Les taillandiers de la fure ou l'art de l'outil de Claude-Pierre Chavanon                                               | France              |
| Mention spéciale pour l'intérêt de sa démarche en anthropologie visuelle | Baw Nan de Joseph Gaï Ramaka                                                                                            | Sénégal             |

### Édition 1986[25]
| Prix                                          | Attribué à                                                                                                 | Pays                                 |
| --------------------------------------------- | --- | ------------------------------------ |
| Grand Prix Nanook - Jean Rouch.               | Accordé à des anthropologues : Les enfants d'Eboshi de Yasuhiro Omori \| "Juuzli" du Muatatal de Hugo Zemp | Japon \| France                      |
| Grand Prix Nanook - Jean Rouch.               | Accordé à des cinéastes : Koori de René Roelofs \| Les Yanomami de la rivière du miel de Volkmar Ziegler   | Australie \| Allemagne               |
| Prix Kodak - Première oeuvre                  | Le maréchal-ferrant de Jacques Trichard                                                                    | France                               |
| Prix de la Mission du Patrimoine Ethnologique | Moissonneurs des toits de Jean-Luc Chevé \| Stolat de Pengau Nengo                                         | France \| Papouasie-Nouvelle-Guinée  |
| Mentions spéciales                            | Iel solma, l'interprétation de l'étrange de Kabire Fidaali et Raymond Tiendre Beogo \| Amir de John Baily  | Tunisie, Burkina Faso \| Royaume-Uni |

### Édition 1987[25]
| Prix                                          | Attribué à                                                                       | Pays                  |
| --------------------------------------------- | -------------------------------------------------------------------------------- | --------------------- |
| Grand Prix Nanook - Jean Rouch                | Tobelo mariage de Dirk Nijland                                                   | Pays-Bas              |
| Prix Kodak - Première oeuvre                  | Tse-Tse de Seck Papa Gora, Faye Mame N'Gor et Badara Sissokho                    | Sénégal               |
| Prix Mario Ruspoli                            | Cuyaga : Devil Dancers de Paul Henley \| La Sagra delle Fave de Giorgio Di Nella | Royaume-Uni \| Italie |
| Prix spécial "Film maker"                     | Question d'identité de Denis Gheerbrant                                          | France                |
| Prix de la Mission du Patrimoine Ethnologique | Youtser et Yodler de Hugo Zemp                                                   | France                |
| Mention spéciale                              | Voyage à Pékin de Jocelyne Leclercq                                              | France                |

### Édition 1988[25]
| Prix                                          | Attribué à | Pays                                     |
| --------------------------------------------- | --- | ---------------------------------------- |
| Grand Prix Nanook - Jean Rouch                | Classified people de Yolande Zauberman                                                                                                | France                                   |
| Prix Kodak - Première oeuvre                  | A nous la rue de Mustapha Dao | Burkina Faso                             |
| Prix Mario Ruspoli                            | Les Disciples du jardin des poiriers de Marie-Claire Quiquemelle \| Tiag de Igor et Gustavo Guayasamin                                | France \| Équateur                       |
| Prix du court-métrage Canal +                 | Le moulin de Robert de Philippe Pierrick Bourgault \| Les maîtres de la coupe de Jean-Pierre Le Bihan, Pascal Glais et Colette Arcais | France \| France                         |
| Prix de la Mission du Patrimoine Ethnologique | En cherchant Emile de Alain Guesnier                                                                                                  | France                                   |
| Prix Claude Jutra                             | Cyrus, dors bien de Hamid Messdaghi                                                                                                   | Iran                                     |
| Prix Leroi Gourhan                            | Die reise der pilgrim number one de Susanne Klippel \| Armand Rouiller de Jacqueline Veuve                                            | République fédérale d'Allemagne\| Suisse |
| Hors concours                                 | Hello actors studio de Annie Tresgot                                                                                                  | France                                   |

### Édition 1989[25]
| Prix                                          | Attribué à | Pays                                          |
| --------------------------------------------- | --- | --------------------------------------------- |
| Grand Prix Nanook - Jean Rouch                | Journal d'un ethnologue en Chine de Patrice Fava | France                                        |
| Prix Kodak - Première oeuvre                  | Quatre femmes et un marabout de Lisbet Holtedahl (en) | Norvège                                       |
| Prix Mario Ruspoli                            | Cannibal Tours de Dennis O'Rourke (en) | Australie                                     |
| Prix du court-métrage Canal +                 | Tam tam de Idriss Diabaté | Côte d'Ivoire                                 |
| Prix Enrico-Fulchignoni                       | La carrese de Giorgio Di Nella \| Su concordo (il coro) settimana santa a santulussurgiu de Renato Morelli | Italie \| Italie                              |
| Prix de la Mission du Patrimoine Ethnologique | Les frères Bapst, charretiers à la roche de Jacqueline Veuve | Suisse                                        |
| Mentions spéciales                            | Carnaval Sujo de Vania Perazzo Barbosa \| Désirée de Hernan Rivera \| Pour une poignée d'infidèles de Georges Lefeuvre \| La roue de Hugues Fontaine \| Tibenti, "Rituel funéraire chez les Tamberna" de Myriam Smadja | Brésil \| Pérou \| France \| France \| France |

### Édition 1990[25]
| Prix                                          | Attribué à                                           | Pays      |
| --------------------------------------------- | ---------------------------------------------------- | --------- |
| Grand Prix Nanook - Jean Rouch                | Nujiang, la vallée perdue de Yue Lu                  | Chine     |
| Prix Kodak - Première oeuvre                  | L'ascèse de la marche de Daniel Moreau               | France    |
| Prix Mario Ruspoli                            | Maîtres des rues de Dirk Dumon                       | Belgique  |
| Prix du court-métrage Canal +                 | Diplomate à la tomate de Samba Félix Ndiaye          | Sénégal   |
| Prix de la Mission du Patrimoine Ethnologique | Des yeux plus grands que les oreilles de Jean Arlaud | France    |
| Mention spéciale pour son originalité         | Wodaabe - Les bergers du soleil de Werner Herzog     | Allemagne |

### Édition 1991[25]
| Prix                                          | Attribué à                                                                                                  | Pays                              |
| --------------------------------------------- | --- | --------------------------------- |
| Grand Prix Nanook - Jean Rouch                | Trobriand Islanders de David Wason                                                                          | Royaume-Uni                       |
| Prix Kodak - Neyrac                           | Musique du Balouchistan de Yves Billon                                                                      | France                            |
| Prix Mario Ruspoli                            | En Ododlig Historia (Une histoire immortelle) de Solveig Nordlund                                           | Suède                             |
| Prix du court-métrage Canal +                 | Faut qu'ça roule de Mourad Hallouche                                                                        | Algérie                           |
| Prix Jeanne Gueronnet                         | Afarin de Eric Phalippou \| Le manège des jardins du Ranelagh de Lise-Lott Johansson-Coco                   | France \| Suède                   |
| Prix Enrico-Fulchignoni                       | The Kayapo: out of the forest de Mike Beckham                                                               | Royaume-Uni                       |
| Prix de la Mission du Patrimoine Ethnologique | Le mal du pays de Bernard Dartigues                                                                         | France                            |
| Mentions spéciales                            | We believe in it de Ian Dunlop \| Spear and sword de Timothy Asch (en) \| La Taranta de Gianfranco Mingozzi | Australie \| États-Unis \| Italie |

### Édition 1992[25]
| Prix                                                                                                   | Attribué à                                                        | Pays        |
| --- | ----------------------------------------------------------------- | ----------- |
| Grand Prix Nanook - Jean Rouch                                                                         | Two girls go hunting de Joanna Head et Jean Lydall                | Royaume-Uni |
| Prix Kodak - Jane Gueronnet                                                                            | C'est la souris de Bénédicte Fiquet                               | France      |
| Prix Mario Ruspoli                                                                                     | A Tree for Prayers (L’arbre des prières) de Rymbek Alpiev         | Kazakhstan  |
| Prix du court-métrage Canal +                                                                          | El diablo y la rumba de Gustavo Fernandez et José-Maria Tapias    | Colombie    |
| Prix Enrico-Fulchignoni                                                                                | Do you take this man: pakistani arranged marriages de Elise Fried | États-Unis  |
| Prix de la Mission du Patrimoine Ethnologique                                                          | L'art des pinces de Georges Nivoix                                | France      |
| Mention spéciale pour un film courageux qui dénonce la destruction irréparable de sites archéologiques | The african king de Nigels Evans                                  | Royaume-Uni |
| Mention spéciale pour le passage au-delà de la carte postale : l'oeil d'un cinéaste                    | Bali beyond the postcard de Peggy Stern et David Dawkins          | États-Unis  |
| Mention spéciale pour son regard tendre et pertinent                                                   | Ibani ou l'écharpe bleue de Nadine Wonono                         | France      |
| Mention spéciale pour une première oeuvre déjà maîtrisée                                               | Sikambano, les fils du bois sacré de Hervé Cohen                  | France      |
| Mention spéciale pour la qualité de ses images et la gravité de son sujet                              | Rivers of sand de Bruno Sorrentino                                | Royaume-Uni |

### Édition 1993[25]
| Prix                           | Attribué à | Pays                      |
| ------------------------------ | --- | ------------------------- |
| Grand Prix Nanook - Jean Rouch | Zaïre, le cycle du serpent de Thierry Michel                                                                            | Belgique                  |
| Prix Planète-Câble             | Miziké Mama de Violaine de Villers                                                                                      | Belgique                  |
| Prix Kodak - Jane Gueronnet    | La ligne blanche de la défense de Marie Cipriani-Crauste \| Mélina de François Woukoache                                | France \| Cameroun        |
| Prix Bartók                    | Dancing with the Incas de John Cohen \| Turnim Hed de James Bates                                                       | États-Unis \| Royaume-Uni |
| Prix Mario Ruspoli             | La Rime et la raison de Francis Guibert                                                                                 | France                    |
| Prix du court-métrage Canal +  | Beigels already de Debbie Shuter                                                                                        | Royaume-Uni               |
| Mention spéciale               | Chroniques d'un village Tzozil de Thierry Zéno \| 3 blink mod vest (The Light on Mykines Island) de Ulla Boje Rasmussen | Belgique \| Danemark      |

### Édition 1994[25]
| Prix                                          | Attribué à                                                                                             | Pays       |
| --------------------------------------------- | --- | ---------- |
| Grand Prix Nanook - Jean Rouch                | Copperworking in Santa Clara del cobre, Michoacan, Mexico - Artisan facing change de Beate Engelbrecht | Allemagne  |
| Prix Planète-Câble                            | Ishi, the last Yahi de Jed Riffe (en) et Pamela Roberts                                                | États-Unis |
| Prix Kodak                                    | Tres potes de Ruben Caixeta de Queiroz                                                                 | Brésil     |
| Prix Bartók                                   | Paris Musette de Jean-Pierre Beaurenaut                                                                | France     |
| Prix Mario Ruspoli                            | Die Macht des Lachens (La Force du rire) d’Ulla Fels                                                   | Allemagne  |
| Prix du court-métrage Canal +                 | Souma Gäaly - La pirogue de ma mémoire de Ahmed Diop                                                   | Sénégal    |
| Prix de la Mission du Patrimoine Ethnologique | Mardi, Lalbenque de Michel Cros                                                                        | France     |
| Mention spéciale                              | Rito Kräho de Heinz Forthmann et Marcos de Souza Mendes                                                | Brésil     |

### Édition 1995[25]
| Prix                                          | Attribué à                                                                                       | Pays                 |
| --------------------------------------------- | ------------------------------------------------------------------------------------------------ | -------------------- |
| Grand Prix Nanook - Jean Rouch                | Our way of loving de Joanna Head et Jean Lydall \| A shamanic medium of Tugaru de Yasuhiro Omori | Royaume-Uni \| Japon |
| Prix Planète-Câble                            | Le roi, la vache et le bananier de Mweze Ngangura                                                | Zaïre                |
| Prix Kodak                                    | Les poseurs de rail de Thierry Giacomino                                                         | France               |
| Prix Bartók                                   | Non attribué                                                                                     | Non attribué         |
| Prix Mario Ruspoli                            | Sans père, ni mari de Hua Cai                                                                    | Chine                |
| Prix du court-métrage Canal +                 | White Christmas de Michael Magnaye                                                               | Philippines          |
| Prix de la Mission du Patrimoine Ethnologique | Portrait de famille de Jean-Pierre Beaurenaut                                                    | France               |

### Édition 1996[25]
| Prix                           | Attribué à | Pays                   |
| ------------------------------ | --- | ---------------------- |
| Grand Prix Nanook - Jean Rouch | Sun City, Arizona USA de Herbert Fell                                                                              | États-Unis             |
| Prix Planète-Câble             | Rhodes Nostalgie de Diane Perelsztejn \| Seed and Earth de Lina Fruzzetti (en), Alfred Guzzetti (en) et Ákos Östör | Belgique \| États-Unis |
| Prix Kodak                     | Dimanche matin de Christelle Coquilleau \| Bah-Bah et moi de Fethi Tlili                                           | France \| Tunisie      |
| Prix Bartók                    | In Sivas Wachsen die Dichter (Sivas, maison de poètes) de Werner Bauer et Said Manafi (de)                         | Autriche, Turquie      |
| Prix Mario Ruspoli             | Les Gens du Havane de Bernard Mangiante                                                                            | France                 |
| Prix du court-métrage Canal +  | Abraham et les petits métiers de Ahmed Diop                                                                        | Sénégal                |
| Mention spéciale               | Les faiseurs de pluie de Joseph Gaï Ramaka                                                                         | Sénégal                |

### Édition 1997[25]
| Prix                                                                            | Attribué à | Pays                                   |
| ------------------------------------------------------------------------------- | --- | -------------------------------------- |
| Grand Prix Nanook - Jean Rouch                                                  | Father, Son and Holy Thorum de Mark Soosaar (en) | Estonie                                |
| Prix Planète-Câble                                                              | La bonne étoile de Texas City de Pico Berkowitch \| If only I were an Indian... de John Paskievich (en) | Belgique \| Canada                     |
| Prix Kodak                                                                      | La demoiselle et le lavomatic de Jorge Huerta-Zamorano \| Restauration de la péniche Cabier de Gilles Bocs \| Matinale, jeune femme à sa toilette de Isabelle Melin \| Une partie de golf de Matthias Steinle | Chili \| France \| France \| Allemagne |
| Prix Bartók                                                                     | Viento e’ Terra (vent de terre) d’Antonietta De Lillo | Italie                                 |
| Prix Mario Ruspoli                                                              | O corpo e os espiritos (Xingu, le corps et les esprits) de Mari Corrêa | Brésil                                 |
| Prix du court-métrage Canal +                                                   | Non attribué | Non attribué                           |
| Mentions spéciales                                                              | Inagina, l'ultime maison du fer de Eric Huysecom et Bernard Agustoni \| De l'arbre au xylophone de Sylvie Le Bomin et Laurent Venot                                                                           | Belgique, Suisse \| France             |
| Mention pour encourager la poursuiste des recherches à partir du film           | Barbara et ses amis au pays du Candomblé de Carmen Opipari et Sylvie Timbert | Brésil, France                         |
| Mention spéciale pour le courage du réalisateur et la qualité de la réalisation | Trinkets and beads (Colifichets et verroteries) de Christopher Walker | Nouvelle-Zélande                       |

### Édition 1998[25]
| Prix                           | Attribué à | Pays                                    |
| ------------------------------ | --- | --------------------------------------- |
| Grand Prix Nanook - Jean Rouch | Die Salzmänner von Tibet (Les hommes du sel) de Ulrike Koch | Allemagne                               |
| Prix Planète                   | Future remembrance, photography and image arts in Ghana de Tobias Wendl et Nancy du Plessis | Allemagne, États-Unis                   |
| Prix Bartók                    | Walé Chantal, femme Ekonda d’Hélène Pagezy \| N'gonifola, la musique de la confrérie des chasseurs en pays Mandingue de Idrissa Diabaté | France \| Côte d'Ivoire                 |
| Prix Mario Ruspoli             | Donne-moi des pieds pour danser de Claude-Pierre Chavanon | France                                  |
| Prix du court-métrage Canal +  | Khol sa steng, la rentrée des classes de Yann Lardeau | France                                  |
| Mentions spéciales             | Conversations with Dundiwuy Wanambi de Ian Dunlop \| Ango, une leçon de musique africaine de Jérôme Blumberg et Simha Arom \| Les tambourds divins de l'Amdo de Marie-Claire Quiquemelle \| Hakka, les Chinois tels qu'en eux-mêmes... de Patrice Fava | Australie \| France \| France \| France |

### Édition 1999[25]
| Prix                            | Attribué à                                                                         | Pays               |
| ------------------------------- | ---------------------------------------------------------------------------------- | ------------------ |
| Grand Prix Nanook - Jean Rouch  | ''Dis moi, mon charbonnier..." de Sophie Audier \| Le Départ de Damien de Pierpont | France \| Belgique |
| Prix Planète                    | Swagatam de Catarina Alves Costa                                                   | Portugal           |
| Prix « Fatumbi »                | Souhait d'extase. Dhikr de la Rifa'iyya de Damas de Jean-Claude Penrad             | France             |
| Prix Bartók                     | N’gonifola d’Idrissa Diabaté                                                       | Côte d'Ivoire      |
| Prix Mario Ruspoli              | Les Amoureux de Dieu de Dan Alexe                                                  | Belgique           |
| Prix du court-métrage - Canal + | Mon village Taoping de Shan Leng                                                   | Chine              |

### Édition 2000[25]
| Prix                           | Attribué à                                              | Pays       |
| ------------------------------ | ------------------------------------------------------- | ---------- |
| Grand Prix Nanook - Jean Rouch | Bridewealth for a Goddess de Chris Owen                 | Australie  |
| Prix Planète                   | Mout Tania - Mourir deux fois de Ivan Boccara           | France     |
| Prix « Fatumbi »               | Eternelle d'Ajari de Daniel Moreau                      | France     |
| Prix Bartók                    | Bomba – Dancing the Drum d’Ashley James                 | États-Unis |
| Prix Mario Ruspoli             | Les Illuminations de Madame de Nerval de Charles Najman | France     |

### Édition 2001[25]
| Prix                           | Attribué à                                                  | Pays     |
| ------------------------------ | ----------------------------------------------------------- | -------- |
| Grand Prix Nanook - Jean Rouch | Dina de Rachel Lamisse                                      | Belgique |
| Prix Planète                   | Chef ! de Jean-Marie Teno                                   | Cameroun |
| Prix Bartók                    | Maîtres du Balafon : fêtes funéraires d’Hugo Zemp           | France   |
| Prix Mario Ruspoli             | Amchis, les oubliés de L’Himalaya de David et Samuel Ducoin | France   |

### Édition 2002[25]
| Prix                           | Attribué à                                                                                    | Pays               |
| ------------------------------ | --------------------------------------------------------------------------------------------- | ------------------ |
| Grand Prix Nanook - Jean Rouch | Indo Pino de Martine Journet et Gérard Nougarol                                               | France             |
| Prix Planète Future            | Lettre aux morts de Eytan Kapon et André Iteanu                                               | France             |
| Prix « Fatumbi »               | Les Maîtres du balafon : La joie de la jeunesse de Hugo Zemp                                  | France             |
| Prix Bartók                    | Polyphonies Éthiopiennes, chants Dokos / chants Hararis de Samson Giorgis et Guillaume Terver | Éthiopie, France   |
| Prix Mario Ruspoli             | Staroverci de Jana Sevcíková                                                                  | République tchèque |

### Édition 2003[25]
| Prix                           | Attribué à | Pays             |
| ------------------------------ | --- | ---------------- |
| Grand Prix Nanook - Jean Rouch | Benjamin and his Brother de Arthur Howes (en)                                                                         | Royaume-Uni      |
| Prix Planète future            | Zoos humains de Eric Deroo et Pascal Blanchard                                                                        | France           |
| Prix « Fatumbi »               | Le Do qui danse de Idrissa Diabaté                                                                                    | Côte d'Ivoire    |
| Prix Bartók                    | Bamako is a Miracle de Samuel Chalard                                                                                 | Suisse           |
| Prix Mario Ruspoli             | Les Maden, une famille bien Papoue de Séverin Blanchet \|O Arco e a lira (L’Arc et la lyre) de Priscilla Barrak Ermel | France \| Brésil |
| Mention spéciale               | Les Maîtres du balafon : Ami, bonne arrivée ! de Hugo Zemp                                                            | France           |

### Édition 2004[25]
| Prix                           | Attribué à                                                     | Pays        |
| ------------------------------ | -------------------------------------------------------------- | ----------- |
| Grand Prix Nanook - Jean Rouch | Les vaches valent mieux que l’argent de Baba Abdoullahi        | Cameroun    |
| Prix « Fatumbi »               | Yao Gong - Les mineurs de Zhang Hongfeng                       | Chine       |
| Prix Bartók                    | Chia e tazi pesen ? (Qu’elle est cette chanson?) d’Adela Peeva | Bulgarie    |
| Prix Mario Ruspoli             | A Man Called Nomad d’Alex Gabay                                | Royaume-Uni |
| Mention spéciale               | Bury the Spear! de Ivo Strecker et Alula Pankhurst (en)        | Allemagne   |

### Édition 2005[25]
| Prix                           | Attribué à                                                            | Pays     |
| ------------------------------ | --------------------------------------------------------------------- | -------- |
| Grand Prix Nanook - Jean Rouch | Mamaliga te Asteapta (Le Village est toujours là) de Laurentiu Calciu | Roumanie |
| Prix « Fatumbi »               | Tant qu'il y aura des steppes de Fabienne Fourneret et Julien Leroy   | France   |
| Prix Bartók                    | Plan Séquence d’une mort criée de Filippo Bonini Baraldi              | Italie   |
| Prix Mario Ruspoli             | Sidheswri Ashram de Bénédicte Jouas et Virginie Valissant-Brylinski   | France   |
| Mention spéciale               | Détour De Seta de Salvo Cuccia (en)                                   | Italie   |

### Édition 2006[26]
| Prix                           | Attribué à                                                             | Pays                                     |
| ------------------------------ | ---------------------------------------------------------------------- | ---------------------------------------- |
| Grand Prix Nanook - Jean Rouch | Bride Kidnapping in Kyrgyzstan de Petr Lom \| Romantico de Mark Becker | Canada, République tchèque \| États-Unis |
| Prix « Fatumbi »               | Musafir de Cédric Dupire et Pierre-Yves Perez                          | France                                   |
| Prix Bartók                    | Pratica e Maestria (Pratique et habileté) de Rossella Schillaci        | Italie                                   |
| Prix Mario Ruspoli             | Taimagura Baachan de Yoshihiko Sumikawa                                | Japon                                    |

### Édition 2007[25]
| Prix                           | Attribué à                                                       | Pays     |
| ------------------------------ | ---------------------------------------------------------------- | -------- |
| Grand Prix Nanook - Jean Rouch | Cabale à Kaboul de Dan Alexe (uz)                                | Belgique |
| Prix « Fatumbi »               | Zanane Dorfak - Femmes du Dorfak de Mohamad Nami                 | Iran     |
| Prix Bartók                    | Chant d’un pays perdu d’Hélène Delaporte et Bernard Lortat-Jacob | France   |
| Prix Mario Ruspoli             | Le Cortège des captives (tragédie chiite) de Sabrina Mervin      | France   |
| Mention spéciale               | La canne à mesurer l'eau de Fabienne Wateau                      | France   |
| Mention honorable              | A Life with Slate de Dipesh Kharel                               | Népal    |

### Édition 2008[27]
| Prix                           | Attribué à | Pays               |
| ------------------------------ | --- | ------------------ |
| Grand Prix Nanook - Jean Rouch | Vjesh/Canto de Rossella Schillaci                                                                                              | Italie             |
| Prix « Fatumbi »               | Le Roi ne meurt jamais de Élise Demeulenaere et Pierre Lamarque \| La Plainte des bateaux enchaînés de Mohammad Mehdi Omidvari | France \| Iran     |
| Prix Bartók                    | M’bi balân blana (Je fabrique un balafon) de Julie Courel                                                                      | France             |
| Prix du patrimoine vivant      | Ngat is Dead : Studying the Mortuary Traditions de Christian Suhr Nielsen, Ton Otto et Dalsgaard Steffen                       | Danemark, Pays-Bas |
| Prix Mario Ruspoli             | O Soni a jej rodine (Sona et sa famille) de Daniéla Rusnoková                                                                  | Slovaquie          |

### Édition 2009
| Prix                           | Attribué à                                                             | Pays   |
| ------------------------------ | ---------------------------------------------------------------------- | ------ |
| Grand Prix Nanook - Jean Rouch | Cuba, el arte de la espera (Cuba, l’art de l’attente) d’Eduardo Lamora | Cuba   |
| Prix Bartók                    | Le Salaire du poète d’Eric Wittersheim                                 | France |
| Prix du patrimoine vivant      | No More Smoke Signals de Fanny Bräuning                                | Suisse |
| Prix Mario Ruspoli             | L’innocence d’Adrien Charmot                                           | France |

### Édition 2010[32]
| Prix                                        | Attribué à                                                                               | Pays        |
| ------------------------------------------- | ---------------------------------------------------------------------------------------- | ----------- |
| Grand Prix Nanook - Jean Rouch              | La Danse des Wodaabe de Sandrine Loncke                                                  | France      |
| Prix « Fatumbi »                            | Pour le meilleur et pour l’oignon ! de Sani Elhadj Magori                                | Niger       |
| Prix Bartók                                 | A Por Por Funeral for Ashirifie de Steven Feld (en)                                      | États-Unis  |
| Prix du patrimoine vivant                   | Flacky et camarades de Aaron Sievers                                                     | Allemagne   |
| Prix Mario Ruspoli                          | Shaman tour de Laetitia Merli                                                            | France      |
| Mention spéciale                            | Bilal de Sourav Sarangi                                                                  | Inde        |
| Mention spéciale pour l'auteur et caméraman | Shooting with Mursi de Ben Young (réalisateur) et Olisarali Olibui (auteur et caméraman) | Royaume-Uni |

### Édition 2011[33]
| Prix                                        | Attribué à                                                            | Pays              |
| ------------------------------------------- | --------------------------------------------------------------------- | ----------------- |
| Grand Prix Nanook - Jean Rouch              | Summer Pasture de Lynn True de Nelson Walker et Tsering Perlo         | États-Unis, Chine |
| Prix Anthropologie et développement durable | Beijing Besieged by Waste de Wang Junliang                            | Chine             |
| Prix Bartók                                 | Maîtres de chant diphonique de Jean-François Castell                  | France            |
| Prix du patrimoine vivant                   | La Table aux chiens (Kathakali) de Cédric Martinelli et Julien Touati | France            |
| Prix Mario Ruspoli                          | La Revanche des chamanes de Laetitia Merli                            | France            |
| Mention spéciale                            | 17 avgusta de Alexander Gutman (en)                                   | Russie            |

### Édition 2012[34]
| Prix                                        | Attribué à                                                                    | Pays     |
| ------------------------------------------- | ----------------------------------------------------------------------------- | -------- |
| Grand Prix Nanook - Jean Rouch              | Nzoku ya pembe (L'Eléphant blanc) de Kristof Bilsen                           | Belgique |
| Prix Anthropologie et développement durable | Fukushima: Memories of the Lost Landscape de Matsubayashi Yojyu               | Japon    |
| Prix Bartók                                 | Jai Bhim Comrade d’Anand Patwardhan (en)                                      | Inde     |
| Prix du patrimoine vivant                   | Yaodong, petit traité de construction de Elodie Brosseau                      | France   |
| Prix Mario Ruspoli                          | Bruxelles-Kigali de Marie-France Collard                                      | Belgique |
| Prix Monde en regards                       | The Tundra Book. A Tale of Vukvukai, the Little Rock de Aleksei Y. Vakhrushev | Russie   |

### Édition 2013[35]
| Prix                                        | Attribué à | Pays                  |
| ------------------------------------------- | --- | --------------------- |
| Grand Prix Nanook - Jean Rouch              | Un été avec Anton de Jasna Krajinovic                                                                                      | Belgique, Slovénie    |
| Prix Anthropologie et développement durable | Ningal Aranaye Kando ? (Avez-vous vu l’arana ?) de Sunanda Bhat \| Hamou Beya (Pêcheurs de sable) de Andrey Samoute Diarra | Inde \| Mali          |
| Prix Bartók                                 | Quand les mains murmurent de Thierry Augé                                                                                  | France                |
| Prix du patrimoine vivant                   | Algorithms de Ian McDonald \| Quand les mains murmurent de Thierry Augé                                                    | Royaume-Uni \| France |
| Prix Mario Ruspoli                          | Dell’arte della guerra (L'Art de la guerre) de Luca Bellino et Silvia Luzi                                                 | Italie                |
| Prix du premier film                        | Les Chebabs de Yarmouk de Axel Salvatori-Sinz                                                                              | France                |
| Prix Monde en regards                       | Ningal Aranaye Kando ? (Avez-vous vu l’arana ?) de Sunanda Bhat                                                            | Inde                  |

### Édition 2014[36]
| Prix                                        | Attribué à                                                                                     | Pays              |
| ------------------------------------------- | ---------------------------------------------------------------------------------------------- | ----------------- |
| Grand Prix Nanook - Jean Rouch              | Han Da Han (Le Dernier Élan d’Aoluguya) de Gu Tao                                              | Chine             |
| Prix Anthropologie et développement durable | Jikoo, la chose espérée de Christophe Leroy et Adrien Camus \| My Name is Salt de Farida Pacha | France \| Inde    |
| Prix Bartók                                 | No Habrá Revolución sin Canción (Il n’y aura pas de révolution sans chanson) de Mélanie Brun   | France            |
| Prix du patrimoine vivant                   | Garçon boucher de Florian Geyer                                                                | France            |
| Prix Mario Ruspoli                          | No Habrá Revolución sin Canción (Il n’y aura pas de révolution sans chanson) de Mélanie Brun   | France            |
| Prix du premier film                        | Camera/Woman de Karima Zoubir                                                                  | Maroc             |
| Prix Monde en regards                       | Abu Haraz de Marciej J. Drygas                                                                 | Pologne           |
| Mention spéciale                            | The Auction House : A Tale of Two Brothers de Edward Owles                                     | Inde, Royaume-Uni |

### Édition 2015[37]
| Prix                                        | Attribué à | Pays                               |
| ------------------------------------------- | --- | ---------------------------------- |
| Grand Prix Nanook - Jean Rouch              | Tim Phonh de Thao Tran Phuong et Swann Dubus                                                                      | Viêt Nam, France                   |
| Prix Anthropologie et développement durable | La Sirène de Faso Fani de Michel K. Zongo \| Goettliche Lage (Divine Location) de Ulrike Franke et Michael Loeken | Burkina Faso \| Allemagne          |
| Prix Bartók                                 | A Family Affair de Angeliki Aristomenopoulou                                                                      | Grèce                              |
| Prix du patrimoine vivant                   | Riz cantonais de Mia Ma                                                                                           | France                             |
| Prix Mario Ruspoli                          | Souvenirs d’un futur radieux de José Vieira                                                                       | France                             |
| Prix du premier film                        | A Place for Everyone de Angelos Rallis et Hans Ulrich Gössl                                                       | Belgique, Grèce, Autriche          |
| Prix Monde en regards                       | Coming of Age de Teboho Edkins                                                                                    | Afrique du Sud, Allemagne, Lesotho |
| Mention spéciale                            | Persisting Dreams de Côme Ledésert                                                                                | France, Allemagne                  |

### Édition 2016[38]
| Prix                                        | Attribué à                                                                         | Pays          |
| ------------------------------------------- | ---------------------------------------------------------------------------------- | ------------- |
| Grand Prix Nanook - Jean Rouch              | Royahâye dam-e sobh (Des rêves sans étoiles) de Mehrdad Oskouei                    | Iran          |
| Prix Anthropologie et développement durable | Als die Sonne vom Himmel fiel (Lorsque le soleil est tombé du ciel) de Aya Domenig | Suisse, Japon |
| Prix Bartók                                 | I Am the Blues de Daniel Cross (en)                                                | États-Unis    |
| Prix du patrimoine vivant                   | Les Combattants du poil sacré de Florian Vallée                                    | Belgique      |
| Prix Mario Ruspoli                          | Als die Sonne vom Himmel fiel (Lorsque le soleil est tombé du ciel) de Aya Domenig | Suisse, Japon |
| Prix du premier film                        | L’Arbre sans fruit de Kidy Aïcha Macky                                             | Niger         |
| Prix Monde en regards                       | A Walnut Tree de Ammar Aziz (en)                                                   | Pakistan      |

### Édition 2017[39]
| Prix                                        | Attribué à                                                                                     | Pays                       |
| ------------------------------------------- | ---------------------------------------------------------------------------------------------- | -------------------------- |
| Grand Prix Nanook - Jean Rouch              | Daisis Miziduloba (L'Éclat du soleil couchant) de Salomé Jashi                                 | Géorgie                    |
| Prix Anthropologie et développement durable | Zavtra more (Demain la mer) de Katerina Suvorova                                               | Kazakhstan, Allemagne      |
| Prix Bartók                                 | MIRR de Mehdi Sahebi                                                                           | Suisse, Cambodge           |
| Prix du patrimoine vivant                   | Een Idee van de zee (Une idée de la mer) de Nina de Vroome                                     | Belgique                   |
| Prix Mario Ruspoli                          | Bricks de Quentin Ravelli                                                                      | France                     |
| Prix du premier film                        | Mariupolis de Mantas Kvedaravičius                                                             | Lituanie                   |
| Prix Monde en regards                       | MIRR de Mehdi Sahebi \| Platskart (Voyage en troisième classe) de Rodion Ismailov              | Suisse, Cambodge \| Russie |
| Fleury Doc                                  | Armastuse maa (La Terre de l’amour) de Liivo Niglas                                            | Estonie                    |
| Mentions spéciales                          | La Terre abandonnée de Gilles Laurent \| Seeing Voices (Voir la voix) de Dariusz Kowalski (pl) | Belgique \| Autriche       |

### Édition 2018[40]
| Prix                                        | Attribué à | Pays                  |
| ------------------------------------------- | --- | --------------------- |
| Grand Prix Nanook - Jean Rouch              | Aperti al pubblico (Ouverts au public) de Silvia Bellotti | Italie                |
| Prix Anthropologie et développement durable | I Watched the White Dogs of the Dawn de Els Dietvorst | Belgique              |
| Prix Bartók                                 | Tarling is Darling de Ismail Fahmi Lubish | Indonésie             |
| Prix du patrimoine vivant                   | Letters de Jéro Yun et Marte Vold | Corée du Sud, Norvège |
| Prix Mario Ruspoli                          | Ni d’Eve, ni d’Adam. Une histoire intersexe de Floriane Devigne                                                                                              | Suisse                |
| Prix du premier film                        | El silencio es un cuerpo que cae (Le silence est un corps qui tombe) de Agustina Comedi \| Le Loup et les Sept Chevreaux de Elena Gutkina et Genrikh Ignatov | Argentine \| Russie   |
| Prix Monde en regards                       | Je vois rouge de Bojina Panayotova | France, Bulgarie      |
| Fleury Doc                                  | Ni d’Eve, ni d’Adam. Une histoire intersexe de Floriane Devigne                                                                                              | Suisse                |
| Mention spéciale                            | Après l'ombre de Stéphane Mercurio | France                |

### Édition 2019[41]
| Prix                                        | Attribué à                                               | Pays              |
| ------------------------------------------- | -------------------------------------------------------- | ----------------- |
| Grand Prix Nanook - Jean Rouch              | Lykkelænder (Le Corbeau et la Mouette) de Lasse Lau      | Danemark          |
| Prix Anthropologie et développement durable | Chão (Sans terre) de Camila Freitas                      | Brésil            |
| Prix Bartók                                 | When Tomatoes Met Wagner de Marianna Economou            | Grèce             |
| Prix du patrimoine vivant                   | Une nouvelle ère de Boris Svartzman                      | France, Argentine |
| Prix Mario Ruspoli                          | Sous la douche, le ciel de Amir Borenstein et Effi Weiss | Belgique          |
| Prix du premier film                        | Hitch, une histoire iranienne de Chowra Makaremi         | France            |
| Prix Monde en regards                       | When Tomatoes Met Wagner de Marianna Economou            | Grèce             |
| Fleury Doc                                  | Buoi (Pomelo) de Thao Tran Phuong et Swann Dubus         | Viêt Nam, France  |
| Mention spéciale                            | Le Baiser du silure de June Balthazard                   | France            |

### Édition 2020[42]
| Prix                                        | Attribué à | Pays                           |
| ------------------------------------------- | --- | ------------------------------ |
| Grand Prix Nanook - Jean Rouch              | Sunless Shadows de Mehrdad Oskouei                                                                                                 | Iran                           |
| Prix Anthropologie et développement durable | Victoria de Sofie Benoot, Liesbeth De Ceulaer et Isabelle Tollenaere \| Vlci na hranicích (Des loups à la frontière) de Martin Páv | Belgique \| République tchèque |
| Prix Bartók                                 | Fils de Garches de Rémi Gendarme-Cerquetti                                                                                         | France                         |
| Prix du patrimoine vivant                   | Keelepäästja (Sauver une langue) de Liivo Niglas                                                                                   | Estonie                        |
| Prix Mario Ruspoli                          | Arguments de Olivier Zabat | France                         |
| Prix du premier film                        | Ayi de Marine Ottogalli et Aël Théry                                                                                               | France                         |
| Prix Monde en regards                       | Diyalog (Dialogue) de Selim Yildiz \| Projeyeh Ezdevaj (Le Projet de mariage) de Atieh Attarzadeh et Hesam Eslami                  | Turquie \| Iran, France, Qatar |
| Mention spéciale                            | Black Hole. Why I Have Never Been a Rose de Emmanuel Grimaud et Arnaud Deshayes                                                    | France                         |

### Édition 2022[43]
| Prix                           | Attribué à                                                                                 | Pays                 |
| ------------------------------ | ------------------------------------------------------------------------------------------ | -------------------- |
| Grand Prix Nanook - Jean Rouch | Langsam vergesse ich Eure Gesichter (J'oublie peu à peu vos visages) de Daniel Asadi Faezi | Allemagne, Iran      |
| Prix Gaïa                      | Holgut de Liesbeth de Ceulaer                                                              | Belgique             |
| Prix Bartók                    | What About China? de Trinh T. Minh-ha                                                      | États-Unis           |
| Prix du patrimoine vivant      | Vaychiletik de Juan Javier Pérez                                                           | Mexique              |
| Prix Mario Ruspoli             | Las y los minuscules (Les Minuscules) de Khristine Gillard                                 | Belgique             |
| Prix du premier film           | Broken de Nan Khin San Win \| La promesse du bagne de Joseph Dégramon Ndjom                | Birmanie \| Cameroun |
| Prix Monde en regards          | La Combattante de Camille Ponsin                                                           | France               |
| Fleury Doc                     | La Combattante de Camille Ponsin                                                           | France               |
| Mention spéciale               | By the Throat de Effi Weiss et Amir Borenstein                                             | Belgique             |

### Édition 2023[44]
| Prix                               | Attribué à | Pays            |
| ---------------------------------- | --- | --------------- |
| Grand Prix Nanook - Jean Rouch     | Transfariana de Joris Lachaise | France          |
| Prix Gaïa                          | Nomades du nucléaire de Kilian Armando Friedrich et Tizian Stromp Zargari | Allemagne       |
| Prix du patrimoine vivant          | Le Souffle court de Olivier Magis, Stéphane Bergmans, Pauline Beugnies, Stéphanie Brumat, Benjamin Colaux, Jean-Baptiste Dumont, Coline Grando, Charlotte Grégoire, Anne Schlitz, Juan Sepulchre, Sébastien Wielemans et Christopher Yates | Belgique        |
| Prix du premier film               | Le Pacte d’Alep de Karim Serjieh | Syrie, Qatar    |
| Prix Convergences Migrations       | Le Pacte d’Alep de Karim Serjieh | Syrie, Qatar    |
| Prix des laboratoires de recherche | Good Life de Marta Dauliūtė et Viktorija Šiaulytė \| Mention spéciale : Light Upon Light de Christian Suhr | Suède \| Égypte |
| Prix Monde en regards              | Adeus, Capitão de Vincent Robert Carelli et Tatiana Soares Almeida | Brésil          |
| Prix du public                     | Pour l’instant, tout va bien… du PMI de Bobigny (Houria Allal, Nassera Belkebir, Jeanne Bourdelet, Fadela Dahmani, Géraldine Goure, Ariane Juresco, Hanifa Mehdaoui, Isabelle Menaouil-Maetz, Christiane Pesci, Hélène Ndiaye Atayi, Olga Klevtsova, Hélène See, Sandrine Thomas, Anaïs Fontalirant, Nathalie Herout, Cyrielle Carron, accompagnées par : Julien Pornet et Matthieu Dibelius) | France          |

### Édition 2024[45]
| Prix                               | Attribué à | Pays                         |
| ---------------------------------- | --- | ---------------------------- |
| Grand Prix Nanook - Jean Rouch     | A Transformação de Canuto (La Transformation de Canuto) de Ariel Kuaray Ortega et Ernesto de Carvalho                                             | Brésil                       |
| Prix Gaïa                          | Méandres ou la rivière inventée de Marie Lusson et Émilien de Bortoli                                                                             | France                       |
| Prix du patrimoine vivant          | Doesarananeun moksori de Park Soo-nam et Park Maeui                                                                                               | Corée du Sud, Japon          |
| Prix du premier film               | Flotacija de Eluned Zoë Aiano et Alesandra Tatić                                                                                                  | Royaume-Uni, Serbie          |
| Prix Convergences Migrations       | Prisoners of Fate de Mehdi Sahebi \| Mention spéciale : Waking Up in Silence de Daniel Asadi Faezi et Mila Zhluktenko                             | Suisse \| Allemagne, Ukraine |
| Prix des laboratoires de recherche | Play Dead! de Matthew Lancit | Canada                       |
| Prix Monde en regards              | Flickering Lights de Anupama Srinivasan (en) et Anirban Dutta \| Mention spéciale : Waking Up in Silence de Daniel Asadi Faezi et Mila Zhluktenko | Inde \| Allemagne, Ukraine   |
| Prix du public                     | Lisière de Éva Tourrent | France                       |

### Édition 2025[46]
| Prix                               | Attribué à                                                                                      | Pays                                           |
| ---------------------------------- | ----------------------------------------------------------------------------------------------- | ---------------------------------------------- |
| Grand Prix Nanook - Jean Rouch     | We Are Inside de Farah Kassem                                                                   | Liban Qatar Danemark                           |
| Prix du patrimoine vivant          | Rashid, l’enfant de Sinjar de Jasna Krajinovic                                                  | France Belgique                                |
| Prix du premier film               | Marching in the Dark de Kinshuk Surjan                                                          | Inde Belgique Pays-Bas                         |
| Prix Gaïa                          | Nocturnes de Anupama Srinivasan et Anirban Dutta \| Mention spéciale : Life is salty! - anonyme | Inde \| Birmanie                               |
| Prix des laboratoires de recherche | L’annonce de Bruno Tracq \| Mention spéciale : À nos jardins de Samuel Dijoux                   | Belgique \| France                             |
| Prix Convergences Migrations       | Favoriten de Ruth Beckermann \| Mention spéciale : Fragments of Ice de Maria Stoianova          | Autriche \| Ukraine                            |
| Prix Monde en regards              | Marching in the Dark de Kinshuk Surjan \| Mention spéciale : We Are Inside de Farah Kassem      | Inde Belgique Pays-Bas \| Liban Qatar Danemark |
| Prix du Jury Tënk                  | Save Our Souls de Jean-Baptiste Bonnet                                                          | France                                         |
| Prix des Étudiant.e.s              | Tongo Saa de Nelson Makengo                                                                     | République démocratique du Congo Belgique      |
| Prix Doc en Détention              | The Lost Season de Mehdi Ghanavati \| Mention spéciale : Koka de Aliaksandr Tsymbaliuk          | Iran \| Pologne                                |
| Prix du Public                     | Pour se revoir de Thomas Damas                                                                  | Belgique                                       |

## Réception
Le festival reçoit la « Médaille de la médiation scientifique » du CNRS en 2021, première année de la médaille, qui « récompense des femmes et hommes, scientifiques ou personnels d'appui à la recherche, pour leur action, ponctuelle ou pérenne, personnelle ou collective, mettant en valeur la science au sein de la société ».
Il est considéré comme « l'une des plus importantes manifestations européennes de films documentaires qui révèlent l'évolution sociale et culturelle des sociétés humaines et des relations de l’homme à l’environnement ».